# Ґріґор Васілев

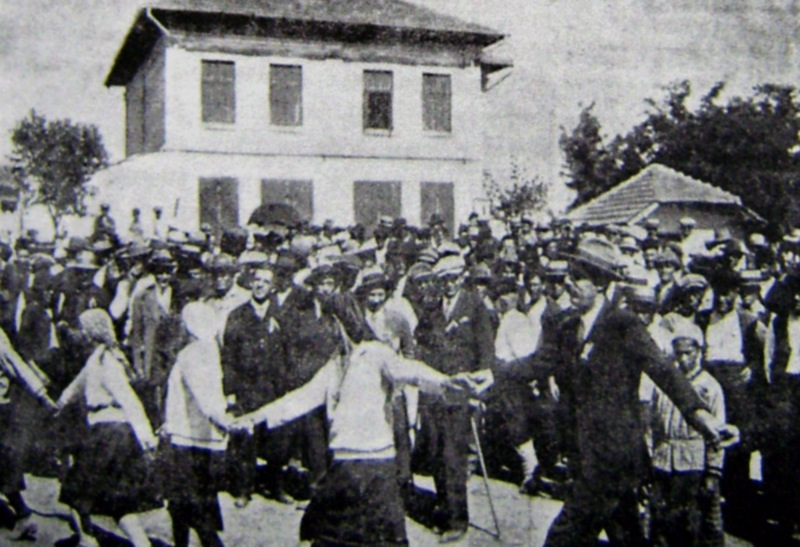
Васілев з міністром сільського господарства, 1930

Ґріґор Васілев (болг. Григор Василев Гьорев; 6 липня 1883, Радово — 7 листопада 1942, Софія) — болгарський адвокат, журналіст та політик. Редактор партійної газети «Пряпорець». Міністр сільського господарства та державного майна в 1930—1931.

## Біографія
Народився 6 липня 1883 року в селі Радово. Вивчав право у Софійському університеті Святого Климента Охридського, який закінчив в 1904. Член Болгарської робітничої соціал-демократичної партії (широкі соціалісти) в 1904 році. З 1906 - секретар Союзу вільної торгівлі.
Брав активну участь у македонських справах у Болгарії. Редагував газету «Илинден».
У 1913 році вступив у Демократичну партію, а в наступному році був вперше обраний у парламент і з 1919 по 1932 роках був редактором офіційного органу партії — газети «Пряпорець». У 1930—1931 роках був міністром сільського господарства та державного майна.

## Сім'я
Його дружина Mapa — дочка одного з керівників Верховного македонського комітету інженера Христо Станишева, в шлюбі було четверо дітей: Ангеліна, Весела, Христо і Григор.
Помер 7 листопада 1942 році в Софії.

## Праці
- «Македония и турската революция» (1908)
- «Програма на българската земя» (1932)
- «Йордан Йовков. Спомени и писма» (1940)
- «Образън на българската земя» (1941)
- «Един вдъхновен българин. Избрани произведения» (1994)